# Zulfiya Umidova
Zulfiya Umidova, född 1897, död 1980, var en uzbekisk läkare. Hon blev 1922 den första kvinnliga läkaren i Uzbekistan.